# Tarout
Tarout ili Tārūt (ar. جزيرة تاروت) je otok u Perzijskom zaljevu koji pripada istočnoj provinciji Saudijske Arabije. Udaljen je 100 metara od obale, a s Katifom je povezan s tri nasipa. Najduži je otok u Perzijskom zaljevu nakon Kešma, a proteže se od Ra's Tannurah na sjeveru do Qatifa na zapadu. Površina otoka je 32 km2, a broj stanovnika (2010.) je 77.757. Na otoku je više gradova i sela, uključujući sam Tārūt, Deyrah i Darīn.

## Povijest
Povijest Tarouta seže unatrag prije 5000 godina pr. Kr. Smatra se jednim od najstarijih mjesta na kojima su se ljudi naselili.
Tarout je bio srce Kraljevstva Dilmun i imao je važnu ulogu u povijesti regije od 3000. pr. Ljudska naselja na ovom području tijekom stoljeća bila su vrlo velika, a arheoloških otkrića pronalazilo se sve do nedavno, što je rijetkost u većini svjetskih arheoloških nalazišta.
Otok je imao značajnu ulogu u trgovačkim aktivnostima u cijeloj regiji Perzijskog zaljeva. To je bila središnja točka za trgovinu između Mezopotamije i duž obalnih područja na istoku Arapskog poluotoka. Njegove snažne veze s mnogim urbaniziranim područjima u regiji bile su dobro poznate.
Kršćansku praksu da je brak valjan samo ako ga je blagoslovio svećenik prvi je put potvrdio sinod kršćana koji su živjeli u regiji održao je u Darinu 676. godine patrijarha George I. — glavni biskup Crkve Istoka, jedan od dvije glavne crkve sirijačke kršćanske tradicije.

### Povijest imena
Drevno arapsko ime za mjesto je očito bilo 'Ištarut (عشتروت); u grčkoj Geografiji Ptolomeja naziva se Tharrō (θαρρώ); na karti Ptolemy's Geographia objavljenoj na latinskom 1578. pojavljuje se kao Tharro.
U srednjem vijeku otok se često nazivao Dairin ili Daryn, po jednom od njegovih gradova; Darīn je zapravo ime njegove glavne luke, a bilo je i modernijih pokušaja da se preimenuje u Darīn. Ugovor iz Darina potpisan je na otoku 1915. godine između Ibn Sauda i Ujedinjenog Kraljevstva.

## Arheologija
Arheološki nalazi pokazuju da je otok bio naseljen od 5000 godina prije Krista; a kasnije je bio dom ljudima iz civilizacije Dilmuna, Akađana, Asiraca i Perzijanaca. Kasnije ga je okupiralo Perzijsko Carstvo, Islamsko Carstvo; kolonizirali su ga Portugalci, a kasnije je postao dijelom Osmanskog Carstva.
Najvažnija zbirka pronađena u Taroutu bila je statua od čistog zlata koja je predstavljala božicu Ištar. Kip je pronađen na tlu u jednom od palminih šumaraka u Taroutu.
Postoje mnogi drugi kipovi, bakrene i keramičke posude i tradicionalno oružje pronađeno u Taroutu koje je izloženo u Muzeju Rijada. Također sadrži portugalsku utvrdu koja se nalazi u Al Deyrahu. Portugalski dvorac popravljen je 951. godine H, a izgrađen je na ruševinama nekadašnjih naselja i jedan je od najstarijih, star više od 5000 godina.
Lokacija se sastoji od tvrđave Al-Sheikh Muhammad bin Abdul Wahhab Al Fehani, koja je izgrađena 1303. godine po hidžri, kao i tvrđave Abu Al-leaf, koja se nalazi između Tarouta i Katifa, pored tri džamije na starom cestom iz Al Qatifa.
Godine 1959. čovjek koji je čistio ulicu otkrio je stijene sa sabejskim natpisima na njima. Najpoznatije artefakte pronađene na Tārūtu iskopali su danski arheolozi 1968.; iskopali su krhotine keramike koje datiraju iz 4500. pr. Kr., a ostale iz 3000. pr. Kada je općina Qatīf htjela izgraditi nasip do Tārūta 1962. godine, uzeli su pijesak s brda poznatog kao Tell Rafī'ah i pronašli artefakte iz kamenog doba, uključujući keramiku i kip. Posljednje otkriće bilo je 1993. godine na Tell Rafī'ahu. Ponekad se arheološke ruševine otkriju slučajno; nešto što se dogodilo kada se obnavljala radionica za popravak automobila i kada su pronađene grobnice koje datiraju iz 2000. pr.
Mnoge posude su pronađene na Tārūtu isklesane od steatita, posebno iz Tell Rafī'aha; dizajni su vrlo umjetnički i uključuju prikaze mačaka, golih muškaraca te motive vezane uz more i ribolov. Izvor steatita zapravo je bio u jugozapadnoj Perziji, ali čini se da je rezbarska industrija bila lokalna.
Među drevnim kipovima otkrivenim u Tārūtu nalazi se i jedan golog čovjeka izrađen od tamnosivog kamena. Pronašao ga je pedesetih godina prošlog stoljeća čovjek dok je orao svoju njivu. 94 je cm visine, a muškarac stoji u pobožnom stavu, razrogačenih očiju. Gotovo je sigurno sumerskog podrijetla, iako je pronađeno oko 1000 kilometara od najbližeg grada Sumera. Predmet je vrlo kvalitetan, ali su ga praznovjerni seljaci gotovo uništili, misleći da ima veze s duhovima (džinima), pa su ga prepolovili i odrubili mu glavu. Restaurirana je i sada je Nacionalni muzej Rijada.
Godine 1962., kada su neki od stanovnika sela Rabī'iyah mijenjali svoje nekadašnje slamnate kuće zgradama od kamena i žbuke, jedan čovjek se penjao na brda u potrazi za kamenjem, slučajno su naišli na ćup, a zatim su otkrili nekoliko grobovi, za koje su stručnjaci kasnije sugerirali da su vjerojatno židovskog podrijetla. Na istom su mjestu pronašli i mnoge zemljane posude. U Khārijīyah na sjeveru Tārūta također su pronađene mnoge glinene figurice.

## Promet

### Morska luka
Otok Tarout predstavlja jednu od najvažnijih morskih luka Saudijske Arabije .
U davna vremena, otok je bio vitalna luka za prihvat brodova iz Perzijskog zaljeva i Indijskog oceana. Tarout je bio metropola na otoku, koja je dobila ime po svom dvorcu koji se nalazi u srcu otoka, okružen malim selima.

## Dvorac Tarout
Dvorac Tarout nalazi se u središtu otoka Tarout na rubu sela Al Deyrah. Dvorac je sagrađen između 1515. i 1521. godine. Nije poznato tko ga je sagradio, iako neki arheolozi sugeriraju da su ga sagradili stanovnici Qatifa i Tarouta kako bi se zaštitili od portugalskih napada, dok neki istraživači tvrde da su dvorac sagradili Portugalci kako bi se zaštitili od osmanskih napada, ali su bili prisiljeni da bi ga predao 1559. i povukao se s otoka Tarout na otok Awal (danas Bahrein).
Dvorac se sastoji od 4 kule. Njegovo dvorište je pravokutnik sa središnjim dubokim zdencem, za koji se vjeruje da je služio za skladištenje namirnica u vrijeme blokade. Kralj Abdul Aziz Dara uživa u velikom arheološkom materijalu od povijesnog značaja koji je otkriven u palači Tarout Heritage Palace. Kasnije pronađeni materijal je drevni vojni top koji datira iz istog vremena, a koji je trenutno izložen u Regionalnom muzeju Dammam.

## Turističke atrakcije
- Povijesna utvrda Tarout
- Zračna luka Al Rafiea (1911.-1932.) ; izgrađeno 1911. tijekom Prvog svjetskog rata od strane Britanskog Carstva[10]
- Tvrđava Abu Al-leaf izgrađena u 16. stoljeću od strane Portugalaca; uništilo ju je Britansko Carstvo 1866.[11]
- luka Darin
- Povijesna utvrda Darin
- Tradicionalne kuće
- Al Khudar džamija
- Darin karniša
- Sanabis karniša
- Al Zoor karniša
- Centar za posjetitelje ispred luke Darin i s lijeve strane ruševina palače. (Mjesto koje morate vidjeti). To je muzej u tradicionalnoj kući (200 godina).

## Glavna sela
- Al Rabieia
- Al Zoor
- Dareen
- Al Deyrah: Tarout centar u današnje vrijeme je poznat kao Al Deyrah, koji predstavlja glavno administrativno središte sela tijekom različitih razdoblja. Okružna četvrt Al Dira najstarija je četvrt na otoku koja datira još iz feničkih vremena, gdje možete vidjeti susjedne kamene i blatne zgrade ispresijecane uskim ulicama i hodnicima. Lutajući ulicama podsjetit će vas na miris povijesnih razdoblja drevnog mjesta. Al Deyrah je bio ograđen ogradom u svrhu zaštite od napada osvajača. S njegove istočne strane nadovezuje se na dvorac Tarout, koji se smatra dobro utvrđenim dvorcem na otoku. Kaštel se nalazi na visokom brežuljku, koji je najviše mjesto na otoku. Otok se sastoji od Ain Taruta. U rano doba, to je bio jedini izvor vode na otoku, a poznat je kao "Hamam Tarout", Tarout Bath.
- Sanabes
- Fariq Al Atrish

## Reference
1. ↑  رسالة ديموفنف. Inačica izvorne stranice arhivirana 24. siječnja 2018. Pristupljeno 15. prosinca 2024.
2. ↑  Creating Christian Marriage in Early Islamic Arabia. ANCIENT JEW REVIEW (engleski). Inačica izvorne stranice arhivirana 2. kolovoza 2019. Pristupljeno 15. ožujka 2019.
3. ↑  Royal Geographical Society (Great Britain). 1946. The Geographical journal. Royal Geographical Society. str. 107–108. Pristupljeno 4. veljače 2012.
4. ↑  See the webpage: Mawqi' Jazīrat Tārūt, in Arabic,  where the question is asked what the name of the island really is: Tārūt or Dārīn.
5. ↑  Abdul-Razzak, S. 1997. International Boundaries of Saudi Arabia. str. 32. ISBN 978-8172000004
6. ↑  Michael Rice, op cit.
7. ↑  Michael Rice.
8. ↑  Michael Rice: The Archaeology of the Arabian Gulf: C. 5000-323 BC.
9. ↑  Mawqi' Jazīrat Tārūt, webpage; the source given there is: 'Abdullāh Āl 'Abd al-Muḥsin: Min Turāth Jazīrat Tārūt.
10. ↑  Jaafar al - Saffar Qatif. 20. prosinca 2011. The first airport built within the eastern region awaiting historical consideration for tourism. Al Yaum. Pristupljeno 19. siječnja 2016.
11. ↑  Dammam Mohammed Daoud. 16. travnja 2014. Fortress of Abu Al-leaf was built by the Portuguese... exploited by pirates... and destroyed by the British. Al-Hayat. Pristupljeno 26. siječnja 2016. |url-status=dead zahtijeva |archive-url= (pomoć)

## Vanjske poveznice
- Portugalska utvrda na otoku Tarout, Splendid Arabia: stranica za putovanja s fotografijama i rutama